# Distretto di Zhangqiu
Il distretto di Zhangqiu (章丘区S, Zhāngqiū QūP) è un distretto della Cina, situato nella provincia dello Shandong e amministrato dalla prefettura di Jinan.